# Norbert Pfeiffer
Norbert Pfeiffer (* 13. März 1958) ist ein deutscher Mediziner und Hochschullehrer. Er war langjähriger Direktor der Augenklinik sowie mehrfach Vorstandsvorsitzender der Universitätsmedizin Mainz.

## Leben und Ausbildung
Norbert Pfeiffer studierte Humanmedizin an den Universitäten Gießen, Freiburg, Newcastle und Cambridge. Nach seiner Approbation spezialisierte er sich auf Augenheilkunde, insbesondere auf das Forschungsgebiet Glaukom (Grüner Star).

## Beruflicher Werdegang
Pfeiffer arbeitete zunächst als Assistenz- und dann als Oberarzt in Freiburg, wo er promoviert. Er wechselte 1990 an die Universitäts-Augenklinik Mainz, wo er sich habilitierte und ab 1995 der kommissarische Leiter und ab 1996 Professor und Direktor wurde. Von 2000 bis 2003 war er erstmals Ärztlicher Direktor des Universitätsklinikums Mainz, weitere Amtszeiten als medizinischer Vorstand und Vorstandsvorsitzender folgten. Insgesamt hatte Pfeiffer, als er 2023 die Position des Vorstandsvorsitzenden abgab, diese Position für 14 Jahre innegehabt. Direktor der Augenklinik blieb er bis zu seiner Pensionierung 2025, knapp 30 Jahre lang.

## Forschung
Pfeiffer gilt als Experte für Glaukomforschung. Er identifizierte Gene, die mit der Erkrankung in Verbindung stehen, entwickelte wichtige Wirkprinzipien für die Glaukombehandlung und arbeitet an neuen Diagnose- und Therapieverfahren. In der Forschung leitete er unter anderem die Gutenberg Prematurity Eye Study. Nach seinem Rückzug aus der Klinikleitung arbeitet Pfeiffer an einem deutschsprachigen Handbuch der Augenheilkunde sowie einem Fachbuch zum Thema Grüner Star.

## Ehrungen und Mitgliedschaften
Pfeiffer ist unter anderem Mitglied der Nationalen Akademie der Wissenschaften Leopoldina, war Präsident der Deutschen Ophthalmologischen Gesellschaft (DOG) etc. Er erhielt Stipendien und zahlreiche Auszeichnungen für seine Arbeit, wie den Glaukom-Preis der Deutschen Ophthalmologischen Gesellschaft.